# Чимитиле
Чимитѝле (на италиански: Cimitile) е градче и община в Южна Италия, провинция Неапол, регион Кампания. Разположено е на 40 m надморска височина. Населението на общината е 7356 души (към 2010 г.).